# Портрет Анхеля Фернандеса де Сото
«Портрет А́нхеля Ферна́деса де Со́то» (исп. Retrato de Ángel Fernández de Soto) — картина испанского и французского художника Пабло Пикассо, известная также как «Любитель абсента». Относится к голубому периоду. Написана маслом на холсте в 1903 году в Барселоне. Размер — 70,3 × 55,3 см. Находится в частной коллекции.

## История и описание
На картине изображён друг Пабло Пикассо художник Анхель Фернандес де Сото. Он сидит за столом, окутанный табачным дымом. Перед ним бокал с абсентом, в его руках курительная трубка. Молодой человек одет по последней моде. На нём тёмный элегантный сюртук, белая рубашка и жилет. Острый взгляд его больших черных глаз выражает скучающее презрение. И только оттопыренное розовое ухо выдаёт в нём весёлого кутилу. Написанный беспорядочными мазками тёмно-синий фон картины контрастирует с болезненно-бледным лицом Анхеля.
Пикассо познакомился с де Сото в Барселоне в 1899 году в знаменитом ресторане «Четыре кота». В то время там собиралась городская богема. Вскоре они стали неразлучными друзьями и делили на двоих одну мастерскую. Пикассо называл его «весёлым негодяем», потому что Анхель де Сото любил алкоголь и развлечения больше, чем искусство. Они дружили до самой смерти Анхеля. В 1938 году во время Гражданской войны в Испании он погиб.
Британский композитор Эндрю Ллойд Уэббер приобрёл портрет в 1995 году на аукционе Сотбис в Нью-Йорке за 18 миллионов фунтов стерлингов. В 2003 году картина была выставлена в Лондонской Королевской академии художеств и включена в подборку произведений из коллекции Ллойда Уэббера.
В марте 2010 года было объявлено, что Ллойд Уэббер принял решение продать картину с аукциона Кристис. 23 июня 2010 года картина была продана за 34,7 миллиона фунтов стерлингов анонимному покупателю по телефону. Ллойд Уэббер сообщил, что все доходы от продажи пойдут на пользу искусству и культурному наследию Великобритании.